# WWE Bragging Rights
WWE Bragging Rights va ser un espectacle anual de pagament prodïut per l'empresa de lluita lliure professional WWE durant el mes d'octubre dels anys 2009 i 2010. El tema del show erenenfrontaments entre lluitadors de les dues marques de l'empresa (Raw i SmackDown).
Va ser incorporat a la programació d'espectacles de pagament de la WWE l'any 2009 en substitució de Cyber Sunday com a espectacle del mes d'octubre, però l'any 2011 va ser reemplaçat per Vengeance.

## Resultats

### 2009
Bragging Rights 2009 es va celebrar el 25 d'octubre de 2009 des del Mellon Arena a Pittsburgh, Pensilvania. El tema oficial era Step Up (I'm On It) de Maylene and the Sons of Disaster.
|                                                           | Combats | Notes |
| --------------------------------------------------------- | --- | --- |
| Dark Match                                                | Christian (c) derrotà a Paul Burchill | Combat individual pel Campionat de la ECW                                                                            |
| 1                                                         | The Miz (Campió dels Estats Units de Raw) derrotà a John Morrison (Campió Intercontinental de SmackDown) | Combat individual Raw vs. SmackDown. Cap dels campionats estava en joc                                               |
| 2                                                         | SmackDown Dives (Michelle McCool, Beth Phoenix & Natalya) derrotaren a Raw Dives (Melina, Kelly Kelly & Gail Kim) | Combat individual entre marques 6 divas tag team match                                                               |
| 3                                                         | The Undertaker (c) derrotà a CM Punk, Rey Mysterio i Batista) | Fatal four-way pel Campionat Mundial Pes Pesat                                                                       |
| 4                                                         | L'equip SmackDown (Chris Jericho, Kane, R-Truth, Matt Hardy, Finlay, David Hart Smith & Tyson Kidd) derrotà a l'equip Raw (Triple H, Shawn Michaels, The Big Show, Cody Rhodes, Jack Swagger, Kofi Kingston & Mark Henry) | Combat individual entre marques. Big Show va trair al seu equip.                                                     |
| 5                                                         | John Cena derrotà a Randy Orton (c) amb un 6-5 | 60 minuts Anything goes iron man match pel Campionat de la WWE. Si John Cena perdia el combat havia d'abandonar Raw. |
| (c) – Referent als campions abans de l'inici dels combats | | |

### 2010
Bragging Rights 2010 es va celebrar el 24 d'octubre de 2010 al Target Center de Minneapolis, Minnesota.
|                                                           | Combats | Notes |
| --------------------------------------------------------- | --- | --- |
| 1                                                         | Daniel Bryan (Campió dels Estats Units) derrotà a Dolph Ziggler (Campió Intercontinental) | Combat individual campió contra campió |
| 2                                                         | The Nexus (David Otunga & John Cena) derrotaren a "Dashing" Cody Rhodes (c) & Drew McIntyre (c) | Combat en equips pel Campionat en Parelles |
| 3                                                         | Ted DiBiase (amb Maryse) derrotà a Goldust (amb Aksana) | Combat individual |
| 4                                                         | Layla va derrotar a Natalya | Combat individual pel Campionat de dives de Michelle McCool |
| 5                                                         | Kane (c) derrotà a The Undertaker | Buried Alive match pel Campionat Mundial Pes Pesat |
| 6                                                         | L'equip SmackDown (The Big Show, Rey Mysterio, Jack Swagger, Alberto Del Rio, Edge, Tyler Reks, & Kofi Kingston) derrotà a l'equip Raw (The Miz, R-Truth, John Morrison, Santino Marella, Sheamus, CM Punk & Ezekiel Jackson) | Combat eliminatori per equips (14-man Interpromotional Elimination Tag Team Match) |
| 7                                                         | Wade Barrett (amb John Cena) derrotà a Randy Orton per descalificació | Combat individual pel Campionat de la WWE. Durant la lluita The Nexus van interferir per atacar a Orton, quan el referee estaba inconscient pero Cena els va treure del ring. Wade va advertir abans del comcombat que si perdia Cena seria despedit de la WWE |
| (c) – Referent als campions abans de l'inici dels combats | | |

#### 14-man Interpromotional Elimination Tag Team Match
| Eliminació    | Lluitador eliminat                   | Equip                                | Eliminat por                         | Tècnica d'eliminació                 | Temps                                |
| ------------- | ------------------------------------ | ------------------------------------ | ------------------------------------ | ------------------------------------ | ------------------------------------ |
| 1             | Santino Marella                      | RAW                                  | Tyler Reks                           | Argentine DDT                        | 02:36                                |
| 2             | Kofi Kingston                        | Smackdown!                           | Sheamus                              | High Cross                           | 06:49                                |
| 3             | Jack Swagger                         | Smackdown!                           | John Morrison                        | Starship Pain                        | 13:04                                |
| 4             | Tyler Reks                           | Smackdown!                           | Sheamus                              | Bycicle Kick                         | 14:22                                |
| 5             | Sheamus                              | RAW                                  | N/A                                  | Conta fora                           | 15:17                                |
| 6             | Big Show                             | Smackdown!                           | N/A                                  | Conta fora                           | 15:17                                |
| 7             | R Truth                              | RAW                                  | Edge                                 | Spear                                | 16:31                                |
| 8             | John Morrison                        | RAW                                  | Edge                                 | Spear                                | 16:57                                |
| 9             | Alberto del Río                      | Smackdown!                           | CM Punk                              | Roll-Up                              | 17:51                                |
| 10            | CM Punk                              | RAW                                  | Rey Mysterio                         | 619                                  | 23:54                                |
| 11            | Ezequiel Jackson                     | RAW                                  | Rey Mysterio                         | 619                                  | 26:01                                |
| 12            | The Miz                              | RAW                                  | Edge                                 | Spear                                | 27:31                                |
| Supervivents: | Edge & Rey Mysterio (Team Smackdown) | Edge & Rey Mysterio (Team Smackdown) | Edge & Rey Mysterio (Team Smackdown) | Edge & Rey Mysterio (Team Smackdown) | Edge & Rey Mysterio (Team Smackdown) |